# 異扭稜正方形鑲嵌
在幾何學中，異扭稜正方形鑲嵌是歐幾里德平面上正方形鑲嵌的一種變形，是種平面鑲嵌，屬於半正鑲嵌圖的一種，它的每個頂點上皆有三個正三角形和兩個正方形。在施萊夫利符號中用{3,6}:e來表示。
康威稱扭稜正方形鑲嵌為isosnub quadrille，因為異扭稜正方形鑲嵌看起來像正方形鑲嵌經過扭稜變換的結果，但實際上與扭稜正方形鑲嵌不同，因此稱為異扭稜正方形鑲嵌。